# Bogusław Leszczyński
Boguslaw Leszczyński, comte de Leszno (1614-1659) et membre de la famille Leszczyński, il était un noble polonais (szlachcic) et un homme politique de la Grande-Pologne.

## Biographie
Bogusław Leszczyński a voyagé à l'étranger de 1632 à 1636 avec son tuteur Jan Jonston, et a étudié sous Comenius. [réf. nécessaire]
Bogusław a occupé les postes officiels suivants :
- Starost général de la Grande-Pologne en 1642
- Grand trésorier de la Couronne 1650–1658[1]
- Chancelier adjoint de la Couronne en 1658-1660
- Starost de Bydgoszcz, Sambor, Międzyrzecz, Ostrów, Człuchów et Osiek.

Il était le fils de Rafał Leszczyński, comte de Leszno, et Anna Radzimińska. Après la mort de son père en 1636, il hérita de Leszno, Radzymin et d'une partie de Varsovie Praga. Bogusław se maria à deux reprises :
En 1629 avec la comtesse Anna Doenhoff, d'une famille éminente de Poméranie.
En 1658 avec la fille du grand maréchal Prince Aleksander Ludwik Radziwiłł, la princesse Joanna Katarzyna Radziwiłł.
Bien que converti au catholiscisme en 1642, Bogusław Leszczyński, ancien frère tchèque, à toujours continué à soutenir les protestants. Il était un député fréquent et un orateur connu du Sejm, la chambre basse du parlement polonais. Il était un rival politique de Krzysztof Opaliński. En outre, il était souvent opposé aux plans du roi Władysław IV Waza.
Lors de l'invasion suédoise de 1655 (" Le déluge "), il fut engagé par un chapitre du Sejm pour défendre la province de la Grande-Pologne, mais Bogusław commença à négocier avec les Suédois et l'électeur prussien.
Bien que considéré comme un grand orateur, il fut également critiqué par beaucoup pour son comportement  égoïste et déshonorant. Il fut même soupçonné de détournement d'argent et de bijoux royaux.
Une histoire raconte que, lorsqu'on lui a offert un poste de chancelier, il soudoya les membres du parlement pour lui accorder " l'absolution ", et quand l'un d'eux s'opposa plus tard à lui, il a demandé, curieux: "Qui est ce fils de pute que je n'a pas payé?
Après sa mort en 1659, des députés du Sejm en 1662 furent nommés pour s'occuper de ses bénéficiaires.
Bogusław occupa les postes suivants à Varsovie :
- Maréchal du Sejm ordinaire le 20 Juillet – 4 Octobre 1641,
- Collation des grades Sejm le 16 Juillet – 1 Août 1648
- Membre du Sejm ordinaire du 22 novembre 1649 – 13 janvier 1650

Le petit-fils de Bogusław, Stanisłas Leszczyński, fut roi de la République des deux nation et beau-père de Louis XV de France.